# 羅斯福縣 (新墨西哥州)
羅斯福縣（英語：Roosevelt County）是美国新墨西哥州東部的一個縣，東鄰德克萨斯州，面積6,358平方公里。根據2020年美國人口普查，共有人口19,191人。縣治波塔利斯（Portales）。該縣成立於1903年2月28日，縣名紀念第二十六任美国总统西奥多·罗斯福。

## 地理
根據2000年人口普查，羅斯福縣的總面積為2,455平方英里（6,360平方），其中有2,447平方英里（6,340平方），即99.71為陸地；7.22平方英里（18.7平方），即0.29%為水域。

### 毗鄰縣
- 新墨西哥州 柯里縣：北方
- 新墨西哥州 奎伊縣：北方
- 新墨西哥州 迪巴卡縣：西方
- 新墨西哥州 查维斯县：西方
- 新墨西哥州 利縣：南方
- 德克薩斯州 科克倫縣：東南方
- 德克薩斯州 貝利縣：東方

### 國家保護區
- 天鶴國家野生動物保護區（英语：Grulla National Wildlife Refuge）（部分）

## 人口
| 调查年            | 人口   | 备注 | %±     |
| ----------------- | ------ | ---- | ------ |
| 1910              | 12,064 |      | —      |
| 1920              | 6,548  |      | −45.7% |
| 1930              | 11,109 |      | 69.7%  |
| 1940              | 14,549 |      | 31.0%  |
| 1950              | 16,409 |      | 12.8%  |
| 1960              | 16,198 |      | −1.3%  |
| 1970              | 16,479 |      | 1.7%   |
| 1980              | 15,695 |      | −4.8%  |
| 1990              | 16,702 |      | 6.4%   |
| 2000              | 18,018 |      | 7.9%   |
| 2010              | 19,846 |      | 10.1%  |
| [ 4 ] [ 5 ] [ 6 ] |        |      |        |

### 2010年
根據2010年人口普查，羅斯福縣擁有19,846居民。而人口是由76.9%白人、1.8%黑人、1.3%原住民、0.9%亞裔、0.0%太平洋岛民、15.9%其他種族和3.2%混血构成。而西班牙裔或拉丁美洲人佔了人口39.9%。